# Marilyn Monroe
Marilyn Monroe (rojena Norma Jeane Mortenson), ameriška igralka, fotomodel in pevka, * 1. junij 1926, Los Angeles, Kalifornija, Združene države Amerike, † 4. avgust 1962, Los Angeles.
Njeni vročekrvni nastopi, privlačen izgled in nenadna smrt so jo naredili za nesmrten seks simbol ter kasneje pop ikono dvajsetega stoletja. Znana je bila predvsem po komičnih stereotipnih vlogah zapeljivih plavolask in postala eden najbolj prepoznavnih seks simbolov 1950. ter 1960. let, kot poosebljenje takratnih sprememb odnosa do spolnosti v zahodnem svetu. Čeprav je vodilne vloge v filmih dobivala le kakšnih deset let, so njeni filmi samo do njene nepričakovane smrti leta 1962 prinesli 200 milijonov USD prihodkov (kar bi upoštevajoč inflacijo danes znašalo dve milijardi). Njen najbolj znani film je Nekateri so za vroče iz leta 1959, za katerega je prejela zlati globus.
Veliko pozornosti je zbujalo tudi njeno burno zasebno življenje. Borila se je z zasvojenostjo, depresijo in napadi tesnobe. Medijsko zelo odmevna sta bila njen drugi zakon z baseballskim zveznikom Joejem DiMaggiom in tretji z dramatikom Arthurjem Millerjem, oba sta se končala z ločitvijo. Umrla je pri starosti 36 let na svojem domu v Los Angelesu zaradi predoziranja z uspavali, ki je bilo zabeleženo kot verjeten samomor, a so kasneje mnogi razvijali različne teorije zarote.

## Življenjepis

### Zgodnje življenje
Rodila se je v bolnišnici Los Angeles County Hospital kot tretji otrok Gladys Pearl Baker (por. Monroe, 1902–1984). Identiteta njenega očeta ni znana; mati je v rojstnem listu kot očeta navedla svojega drugega moža Martina Edwarda Mortensena (napačno črkovano kot Mortenson), kar pa je malo verjetno, saj sta se ločila precej preden je zanosila. Novega otroka ni bila zmožna preskrbeti, zato je Normo dala v rejo zakoncema Bolender v podeželskem mestecu Hawthorne, ki sta jo vzgajala v evangeličanskem duhu. Leta 1933 jo je vzela s seboj, ko se je preselila v Hollywood, a je le nekaj mesecev kasneje doživela živčni zlom, po katerem do konca življenja ni okrevala, zato s hčerko ni imela več veliko stikov.
V naslednjih letih je Marilyn Monroe menjala več skrbnikov in šol. V tem obdobju je bila spolno zlorabljena; zadržana je bila že kot otrok, po tem dogodku pa je pričela jecljati in postala še bolj introvertirana. Pristala je v sirotišnici, od koder sta jo vzela materina prijateljica Grace in njen mož Erwin »Doc« Goddard, a se tudi ta ureditev ni izkazala za stabilno. Nazadnje sta se morala leta 1942 zaradi Erwinove nove službe preseliti, Marilyn pa nista mogla vzeti s seboj. Da se ji ne bi bilo treba vrniti v sirotišnico, se je kmalu po 16. rojstnem dnevu poročila s sinom Goddardovih sosedov, tovarniškim delavcem Jimom Doughertyjem. Pustila je srednjo šolo in postala njegova gospodinja, a je kasneje izjavila, da se je v tej vlogi na smrt dolgočasila.

### Začetek kariere
Med drugo svetovno vojno se je Dougherty vpisal v trgovsko mornarico, ki ga je leta 1944 poslala na pacifiško bojišče, zato se je Monroe preselila k njegovim staršem in se zaposlila v podjetju Radioplane Company, kjer je izdelovala brezpilotna letala za urjenje topničarjev. Konec 1944 je spoznala vojaškega fotografa Davida Conoverja, ki je fotografiral privlačne delavke za izboljšanje morale na bojiščih, in pričela pozirati zanj, naslednje leto pa se je proti moževim željam odselila na svoje in podpisala pogodbo z agencijo za fotomodele. Takrat je zravnala svoje kodraste lase in jih pobarvala svetlo, začela pa je uporabljati tudi ime Jean Norman, da bi bila zanimivejša za delodajalce. Kmalu je pridobila ugled delovnega in ambicioznega modela, pri čemer je bil njen izgled primernejši za pin-up kot za modno fotografijo, zato se je pojavljala pretežno v oglasih in revijah za moške.
Leta 1946 je podpisala še pogodbo z igralsko agencijo. Priložnost je dobila pri studiu 20th Century Fox, kjer sicer ni naredila vrhunskega vtisa, a so ji ponudili standardno polletno pogodbo, da je ne bi prevzel konkurenčni studio. S funkcionarjem Benom Lyonom, ki jo je najel, sta izbrala ime Marilyn Monroe. Septembra tega leta se je ločila od Doughertyja, ki je nasprotoval njeni karieri.
Prvih nekaj mesecev ni dobivala vlog, zato se je posvetila učenju petja, plesa in igranja. Po podaljšanju pogodbe naslednje leto je dobila prvi dve vlogi in se pojavila v filmih Dangerous Years (1947) ter Scudda Hoo! Scudda Hay! (1948). Studio jo je vpisal v šolo Actors' Laboratory Theatre, kjer pa so učitelji presodili, da je preveč sramežljiva in negotova za igralko, tako da ji avgusta 1947 niso več podaljšali pogodbe. Vrnila se je k poziranju za fotografije in opravljala razna podporna dela v filmskih studiih. Njene ambicije postati igralka pa niso zamrle, zato je nadaljevala šolanje pri Actors' Laboratory Theatre na lastne stroške in se redno družila s funkcionarji pri filmskih studijih. Njen občasni ljubimec Joseph M. Schenck je prepričal predsednika Columbia Pictures, da ji je marca 1948 ponudil službo. Do izteka pogodbe je zaigrala samo v nizkoproračunskem mjuziklu Ladies of the Chorus (1948).
Po tem jo je vzel pod okrilje agent Johnny Hyde, s katerim se je zapletla tudi ljubezensko, a je zavrnila njegovo snubitev. Hyde ji je plačal dve lepotni operaciji in ji priskrbel manjšo vlogo v filmu Srečna do ušes bratov Marx (1950). Kljub nepomembni vlogi jo je studio poslal na promocijsko turnejo v New Yorku tega leta.

### Preboj med zvezde
Leta 1950 je dobila še nekaj obrobnih vlog, pa tudi stranski vlogi v dveh kritiško priznanih filmih: drami Vse o Evi Josepha Mankiewicza in kriminalki Asfaltna džungla Johna Hustona. Njen nastop v slednji, čeprav le nekajminuten, je pomenil prelomnico, saj je na njegov račun Hyde izposloval sklenitev sedemletne pogodbe s 20th Century-Fox. Nekaj dni kasneje je doživel infarkt in umrl, kar je Monroe povsem potrlo.
Pogodba ji je prinesla prepoznavnost. Marca 1951 je bila voditeljica 23. podelitve oskarjev, o njej pa so začele obširneje pisati tudi revije na nacionalni ravni. Tega leta je nastopila v stranskih vlogah v štirih nizkoproračunskih filmih, v katerih ni bila dosti več kot »seksi okrasek«, a so nastope opazili in jih pohvalili kritiki. Vidno je rastla tudi njena priljubljenost pri občinstvu. V tem času je bila v razmerju z režiserjem Elio Kazanom, krajši čas pa je hodila tudi z igralcem Yulom Brynnerjem in več drugimi zvezdniki. Že v drugem letu po sklenitvi pogodbe je pričela dobivati vodilne vloge in pritegnila pozornost vodilnih osebnosti rumenega tiska, kot je Hedda Hopper. Takrat se je začela njena zveza z upokojenim baseballskim zvezdnikom Joejem DiMaggiom, eno najslavnejših športnih osebnosti tega obdobja, ki je bila deležna ogromno pozornosti medijev.
Marca 1952 je izbruhnil škandal, ko je priznala, da je leta 1949 pozirala gola in da so njene slike objavljene v koledarjih. S še nekaj dejanji in izjavami je tega leta načrtno gradila svojo podobo seks simbola.
Kljub popularnosti je želela, da bi bila priznana tudi njena igra. Poleti 1952 sta izšli dve komercialno uspešni drami, v katerih je igrala: Nočni spopad režiserja Fritza Langa in triler Don't Bother to Knock. Za Nočni spopad so jo kritiki pohvalili, ocene filma Don't Bother to Knock, v kateri je zaigrala duševno moteno varuško, pa so bile mešane. Direktor 20th-Century Fox Darryl F. Zanuck ji je dodelil težko vlogo kot preskus, za katerega po mnenju nekaterih kritikov ni bila dovolj izkušena. Njene ostale tri vloge leta 1952 so bile klišejske. Poklicno je v tem obdobju pridobila sloves težavne sodelavke, kar se je v naslednjih letih samo še stopnjevalo. Zamujala je obveznosti, pozabljala tekst in zahtevala ponovitve dokler ni bila zadovoljna z nastopom. Muhavost naj bi bila posledica perfekcionizma, slabe samopodobe in treme, motilo pa jo je tudi, da nima nadzora nad delom. Za blaženje tesnobe in nespečnosti je pričela jemati barbiturate, amfetamine in močneje piti.

### 1953: vrhunec slave
Leta 1953 so izšli trije filmi z Marilyn Monroe v glavni vlogi, ki so utrdili njen sloves seks simbola in ene najuspešnejših hollywoodskih igralk. Prvi je bil film noir Niagara, v katerem je zaigrala fatalko, ki načrtuje umor svojega moža (Joseph Cotten). Z maskerjem Allanom Snyderjem sta zanj razvila videz, po katerem se je javnost spominja še danes: temne, usločene obrvi, svetleče se rdeče ustnice in lepotna pega. Niagara je eden najbolj odkrito erotičnih filmov njene kariere; prizori, v katerih je bila gola in pokrita samo z rjuho ali brisačo, so bili za tisti čas šokantni. Znameniti prizor, v katerem izzivalno miga z boki med hojo, so s pridom uporabljali pri promociji filma. Ženski klubi so javno protestirali, a se je film izkazal za finančni uspeh in prinesel šest milijonov USD prihodkov.
Njen drugi film, satirična glasbena komedija Moški imajo raje plavolaske, je utrdil njeno filmsko podobo neumne plavolaske. Njena vloga je bila sprva namenjena Betty Grable, ki pa jo je do takrat Monroe zasenčila kot zvezda, ki jo sprejemata tako moško kot tudi žensko občinstvo. Med promocijo filma sta s soigralko Jane Russell pustili odtise rok in nog v svežem betonu pred Graumanovo kitajsko kinodvorano. Tudi Moški imajo raje plavolaske je postal eden komercialno najuspešnejših filmov leta in njen nastop so kritiki pospremili z odobravanjem.
Jeseni 1953 je prvič nastopila v televizijski seriji, novembra pa je izšel še njen tretji film tega leta, Kako omožiti milijonarja, v katerem je igrala ob Betty Grable in Lauren Bacall v vlogi naivne manekenke, ki poskuša s prijateljicami omrežiti bogataša zase. Recept, ki je deloval že pri filmu Moški imajo raje plavolaske, se je tudi tu izkazal za uspešnega in postal njen do takrat najuspešnejši film z več kot osem milijonov USD prihodkov.
Tega leta se je uvrstila na seznam desetih komercialno najuspešnejših filmskih zvezd, sloves vodilnega seks simbola pa je potrdila odločitev Hugha Hefnerja, da objavi njene fotografije na naslovnici in duplerici revije Playboy.

### Spor s studiem in zakon z Joejem DiMaggiom
Kljub zvezdniškem statusu so bila določila Monroejine pogodbene s 20th Century-Fox nespremenjena že od leta 1950, zaradi česar je zaslužila bistveno manj kot primerljive igralke in ni imela svobode pri izbiri projektov. Zanuck, ki jo je preziral, je načrtno preprečeval njene poskuse prodreti v resnejših filmih. Ko je zavrnila vlogo v novi glasbeni komediji The Girl in Pink Tights, v kateri bi nastopila s Frankom Sinatro, jo je studio 4. januarja 1954 suspendiral. Novica o tem se je znašla na prvih straneh časnikov, kar je izkoristila za izboljšanje pogajalskega položaja. 14. januarja sta se z DiMaggiom poročila v mestni hiši San Francisca. Za medene tedne sta odpotovala na Japonsko, od tam pa je šla sama v Korejo, kjer je izvedla serijo koncertov za ameriške marince. Po vrnitvi se je marca 1954 pogodila s studiem; dogovor je vključeval obljubo o novi pogodbi in vlogo v filmu Sedem let skomin.
Njen naslednji film je bil nizkoproračunski vestern Reka brez povratka, posnet še pred suspenzom, prvi novi projekt pa je bila glasbena komedija Zabava je vse, ki tudi ni bila po njenem okusu, a je studio vztrajal pri njej kot nadomestilo za The Girl in Pink Tights. Ob izidu decembra se je izkazal za neuspeh, kritiki pa so njen nastop označili za vulgaren.
Septembra 1954 je pričela snemati komedijo Sedem let skomin, v kateri je zaigrala žensko, ki postane predmet sosedovih spolnih fantazij. Večino so posneli v Hollywoodu, razen enega prizora, snemanje katerega je studio za namene promocije organiziral na newyorški aveniji Lexington. V enem najznamenitejših prizorov njene kariere stoji Monroe na zračniku podzemne železnice, ko ji piš vetra iz njega privzdigne krilo. Snemanje se je zavleklo več ur in pritegnilo večtisočglavo množico radovednežev. Promocijski trik je uspel in fotografije s snemanja so objavili časopisi po vsem svetu, pomenil pa je konec njenega zakona z DiMaggiom, ki je ob slikah pobesnel. Težave zaradi njegove ljubosumnosti in zaščitniškega odnosa sta imela že prej, bil pa naj bi tudi nasilen do nje. Po vrnitvi v Hollywood je po samo devetih mesecih zakona napovedala ločitev. Film Sedem let skomin je izšel junija 1955 in postal eden komercialno najuspešnejših filmov leta.
Po snemanju je s fotografom Miltonom Greeneom ustanovila lastno produkcijsko podjetje, Marilyn Monroe Productions (MMP), da bi imela več nadzora nad svojo kariero. Ta poteza velja za enega ključnih dogodkov, ki so naznanili konec prevlade velikih hollywoodskih studiev v ameriški filmski industriji. Prekinila je pogodbo s 20th Century-Fox in se zapletla v pravni spor, zaradi česar je bila deležna posmeha. Leto 1955 je posvetila študiju igralstva, hodila je na tečaje pri Constance Collier in delavnice šole Actors Studio pod vodstvom Leeja Strasberga. Takrat se je zbližala s Strasbergom in njegovo ženo Paulo, ki sta pomembno vplivala nanjo do konca njene kariere.
Zasebno je bila Monroe kljub postopku ločitve še vedno v zvezi z DiMaggiom, hodila pa je tudi z Marlonom Brandom in dramatikom Arthurjem Millerjem. Zveza s slednjim je po ločitvi od DiMaggia oktobra 1955 postala resna in tudi Miller se je takrat ločil. Šefe studia je zaskrbelo, da bi lahko to kvarno vplivalo na njeno kariero, saj je bil Miller osumljen simpatiziranja s komunizmom, vendar je Monroe zavrnila predloge, naj konča zvezo.
Konec leta je izpogajala novo sedemletno pogodbo z 20th Century-Fox, po kateri je dobila pravico izbire projektov in sodelavcev, obvezala pa se je v tem obdobju posneti štiri filme. Poleg tega je imela pravico posneti po en film s svojim podjetjem za vsakega Foxovega.

### Priznanje kritikov in poroka z Arthurjem Millerjem
Mediji, ki so se dotlej norčevali iz njene poslovne odločitve, so jo začeli opisovati kot premeteno podjetnico in jo prikazovati kot zgled močne posameznice v borbi proti sistemu. Marca 1956 se je uradno preimenovala v Marilyn Monroe. 29. junija se je poročila z Millerjem v civilnem obredu in dva dni kasneje še judovskem. S poroko se je spreobrnila v judovstvo. Odziv medijev ni bil spodbuden, saj se njena javna podoba ni skladala z Millerjevo podobo intelektualca.
Za prvi film po novi pogodbi si je izbrala dramo Avtobusna postaja, ki je izšla avgusta 1956. Izkazala se je za komercialni uspeh in bila deležna pretežno pozitivnih ocen kritikov, ki so jo takrat začeli jemati resneje kot igralko. Monroe si je za to vlogo prislužila tudi nominacijo za zlati globus za najboljšo igralko.
Avgusta 1956 se je lotila prve neodvisne produkcije MMP, romantične komedije Princ in plesalka po istoimenski gledališki igri z Laurenceom Olivierjem in Vivien Leigh v glavnih vlogah. Olivier je kot v gledališki igri tudi v filmu prevzel glavno vlogo, poleg tega pa še delo režiserja ter koproducenta. Snemanje se je zapletlo zaradi njegovega pokroviteljskega in poniževalnega odnosa do Monroe, zaradi česar je spet zašla v težave z mamili, v tem času pa naj bi tudi zanosila in kasneje splavila. Kritiki so bili po izidu neenotni in film v domovini ni doživel uspeha, bolje je bil sprejet v Evropi, kjer je bil nominiran za nagrado Bafte.
Po končanju je vzela enoinpolletni premor od dela in se posvetila možu. Sredi leta 1957 je spet zanosila, a je bila nosečnost zunajmaternična in so jo morali zdravniki prekiniti. Leto kasneje je spet splavila; njene teževe pripisujejo endometriozi, za katero je trpela vse življenje. V tem času je odpustila Greenea in odkupila njegov delež v MMP, saj se nista mogla dogovoriti glede poslovanja, sumila pa ga je tudi, da goljufa z denarjem.
Julija 1958 se je vnila v Hollywood in zaigrala v komediji Nekateri so za vroče ob Jacku Lemmonu ter Tonyju Curtisu. Šlo je spet za klišejsko vlogo neumne plavolaske, ki jo je sprejela predvsem na račun obljube o desetodstotnem deležu dobička in ob Millerjevi spodbudi. Produkcija je bila zaradi njene muhavosti in zaradi nesoglasij z režiserjem Billyjem Wilderjem izjemno težavna. Kljub vsemu je bil Wilder na koncu zadovoljen in tudi film je ob izidu marca 1959 postal uspešnica pri kritikih in občinstvu. Z vlogo si je Monroe prislužila zlati globus za najboljšo igralko.

### Zadnja leta
Marilyn Monroe je nato vzela še en premor do zime leta 1959, ko je zaigrala v glasbeni komediji Ljubiva se. Vlogo je sprejela le zato, ker je zaostajala s pogodbenimi obveznostmi – v štirih letih je končala le dva filma od obljubljenih štirih. Med produkcijo, ki je bila spet težavna, se je zapletla v afero s soigralcem Yvesom Montandom, kar je studio izkoristil za promocijo. Film ni bil uspešen.
Njen zadnji dokončani film je bila drama Neprilagojeni, ki jo je zanjo napisal Miller. V njej je igrala vlogo pravkar ločene ženske, ki se spoprijatelji s trojico starejših kavbojev (Clark Gable, Eli Wallach in Montgomery Clift). Tudi snemanje v puščavi Nevade med julijem in novembrom 1960 je bilo težavno. Njen zakon z Millerjem, s katerim sta se pogosto prepirala glede filma, je praktično razpadel. Dramatik se je zapletel s fotografinjo Inge Morath. Tudi zdravstveno je bila v slabem stanju: trpela je za žolčnimi kamni, njena zasvojenost pa je bila tako huda, da so jo morali običajno ličiti, ko je še spala pod vplivom uspaval.
Po koncu snemanja sta se z Millerjem razšla in se januarja 1961 po hitrem postopku ločila v Mehiki. Film se je izkazal za finančni neuspeh in tudi ocene kritikov so bile deljene. Njen naslednji projekt naj bi bil televizijski film za NBC, ki pa je bil ukinjen, saj se podjetje ni strinjalo z njeno izbiro režiserja. Prvo polovico leta 1961 se je namesto tega ukvarjala z zdravstvenimi težavami. Operirali so ji endometriozo in ledvične kamne, poleg bolnišnice pa je nekaj časa preživela tudi na psihiatriji zaradi depresije. V oporo ji je bil nekdanji mož Joe DiMaggio, s katerim se je znova zbližala. Spomladi 1961 se je preselila nazaj v Kalifornijo. Spet se je zapletla v razmerje s Frankom Sinatro in naslednje leto kupila hišo v Los Angelesu.
Spomladi 1962 se je ponovno pričela redneje pojavljati v medijih. Prejela je zlati globus v netekmovalni kategoriji »World Film Favorite« in pričela delati na novem filmu za 20th Century Fox, komediji Something's Got to Give. Nekaj dni pred začetkom snemanja je dobila vnetje sinusov; naslednjih šest tednov je bila preveč bolna za delo, a šefi studia niso preložili snemanja in so kljub zdravniških potrdilom pritiskali nanjo s trditvami v medijih, da simulira. 19. maja je izvedla znameniti nastop na rojstnodnevni prireditvi za predsednika Johna F. Kennedyja v newyorškem Madison Square Gardnu, na kateri je zapela »Happy Birthday, Mr. President«. Izlet v New York je še bolj vznejevoljil vodstvo Foxa.
Po vrnitvi na prizorišče snemanja je posnela prizor, v katerem gola plava v bazenu. Za promocijo je studio na snemanje povabil novinarje in fotografije so bile kasneje objavljene v reviji Life. To je bilo prvič, da je zvezdnica njenega kova pozirala gola še v času, ko je bila na vrhuncu kariere. Kmalu po tistem je bila spet bolniško odsotna, zato jo je 7. junija studio odpustil in vložil odškodninsko tožbo proti njej v vrednosti 750.000 USD. Režiser ni želel delati z njeno zamenjavo, zato je studio odpustil še njega in ukinil projekt. Kasneje je 20th Century Fox javno okrivil Marilyn Monroe za propad projekta in jo pričel blatiti v medijih. Vodstvo je kmalu obžalovalo odločitev in se pogodilo z njo za novo pogodbo, ki je vključevala nadaljevanje snemanja filma Something's Got to Give in nov projekt. Da bi popravila svojo javno podobo, je opravila več intervjujev in fotografiranj za medije, vključno s serijo aktov za revijo Vogue z Bertom Sternom. Zadnjih nekaj tednov se je dogovarjala za vlogo v biografskem filmu o Jean Harlow.

## Smrt in kasnejši dogodki
Monroein psihiater Ralph Greenson jo je 5. avgusta zgodaj zjutraj našel mrtvo v postelji, po tistem, ko ga je poklicala njena sobarica, ki jo je prej neuspešno poskušala priklicati skozi zaklenjena vrata spalnice. Malo pred četrto zjutraj je prišel njen zdravnik Hyman Engelberg, ki je uradno razglasil smrt, kmalu po tistem so obvestili še policijo.
Mrliški oglednik je ugotovil, da je umrla prejšnji večer med 20:30 in 22:30, toksikološki testi pa so odkrili akutno zastrupitev z barbiturati. Ob njeni postelji so našli prazne stekleničke zdravil. Možnost, da se je predozirala po nesreči, so izključili, saj je doza nekajkrat presegala smrtno. Med preiskavo so njeni zdravniki izjavili, da je bila nagnjena k tesnobi in depresijam z nepredvidljivim nihanjem razpoloženja ter da se je že večkrat predozirala, morda celo namerno. Na podlagi tega in dejstva, da preiskava ni odkrila ničesar sumljivega, je bil kot vzrok smrti zabeležen verjeten samomor.
Zaradi njenega zvezdniškega statusa je bila novica o smrti na prvih straneh časopisov po vseh ZDA in Evropi. Pokopali so jo 8. avgusta na hollywoodskem pokopališču Westwood Village Memorial Park. Obred je bil omejen na najožje sodelavce in znance, organizirala sta ga njen nekdanji mož Joe Di Maggio ter njena menedžerka Inez Melson. Po ulicah okrog pokopališča se je gnetlo na stotine opazovalcev. Kasneje so njene posmrtne ostanke premestili v grobnico št. 24 na tamkajšnjem Hodniku spominov.
Joe DiMaggio je bil povsem potrt. Pogreb je bil na dan, ko bi se naj po navedbah njegove družine z Marilyn ponovno poročila. Marilyn je že imela obleko, Joe pa prstan zanjo. Govorila sta tudi o tem, da bi posvojila otroka. Naslednjih 20 let so dvakrat na teden po njegovem naročilu k njenem grobu dostavljali njene najljubše rože - rdeče vrtnice. Sam se ni nikoli več poročil, preden je umrl pa so bile njegove besede: »Končno bom lahko videl Marilyn«. Medtem so različni posamezniki predlagali različne teorije zarote o njeni smrti, vključno z umorom. Špekulacije o umoru so pritegnile pozornost širše javnosti ob izidu biografije avtorja Normana Mailerja leta 1973 in zlepa niso zamrle, tako da je leta 1982 okrožni tožilec odredil preliminarno zbiranje dokazov za morebitno kazensko preiskavo, za katero pa ni našel podlage.

## Filmografija
- Nevarna Leta (Dangerous Years, 1947)
- Scudda Hoo! Scudda Hay! (1948)
- Ladies of the Chorus (1948)
- Srečna do ušes (Love Happy, 1949)
- A Ticket to Tomahawk (1950)
- Asfaltna džungla (The Asphalt Jungle, 1950)
- The Fireball (1950)
- Vse o Evi (All About Eve, 1950)
- Right Cross (1950)
- Home Town Story (1951)
- As Young as You Feel (1951)
- Love Nest (1951)
- Let's Make It Legal (1951)
- Nočni spopad (Clash by Night, 1952)
- We're Not Married! (1952)
- Don't Bother to Knock (1952)
- Monkey Business (1952)
- O. Henry's Full House (1952)
- Niagara (1953)
- Moški imajo raje plavolaske (Gentlemen Prefer Blondes, 1953)
- Kako omožiti milijonarja (How to Marry a Millionaire, 1953)
- Reka brez povratka (River of No Return, 1954)
- Zabava je vse (There's No Business Like Show Business, 1954)
- Sedem let skomin (The Seven Year Itch, 1955)
- Avtobusna postaja (Bus Stop, 1956)
- Princ in plesalka (The Prince and the Showgirl, 1957; tudi izvršna producentka)
- Nekateri so za vroče (Some Like It Hot, 1959)
- Ljubiva se (Let's Make Love, 1960)
- Neprilagojeni (The Misfits, 1961)
- Something's Got to Give (1962; nedokončan)

## Zapuščina
Marilyn Monroe je še več kot pol stoletja po smrti prepoznana kot ena simbolov ameriške pop kulture, ob boku Elvisa Presleyja in Mikija Miške. Različne ustanove na tem področju so jo razglasile za eno najvplivnejših pop ikon preteklega stoletja ali celo Američanov nasploh. O njej je bilo napisanih na stotine knjig, bila je glavna tema filmov, gledaliških iger, oper in skladb ter pomemben navdih drugim znanim umetnikom, kot sta Andy Warhol in Madonna. Še zdaj je dragocena blagovna znamka: njeno podobo in ime so razne korporacije uporabile za oglaševanje stotin izdelkov.
Njeno trajno priljubljenost povezujejo z njeno konfliktno javno podobo. Po eni strani ostaja seks simbol, lepotna ikona in ena najslavnejših zvezd klasične dobe hollywoodskega filma, po drugi strani pa zbuja domišljijo zaradi burnega zasebnega življenja, prizadevanja, da bi jo spoštovali kot umetnico, ter nenadne smrti in teorij zarote, ki so jo spremljale. Sistematično so njeno življenje in kariero analizirali različni učenjaki ter novinarji, ki se ukvarjajo s feminizmom in sociologijo spola. Gloria Steinem jo denimo obravnava kot žrtev studijskega sistema, drugi, kot so Molly Haskell, Jacqueline Rose in Sarah Churchwell, pa poudarjajo njeno aktivno vlogo pri oblikovanju lastne kariere in javne podobe. Pogosto jo uporabljajo v razpravah o množičnih občilih, slavi in potrošniški kulturi, saj je zaradi njene kontroverznosti njena simbolika prilagodljiva in si jo lahko vsaka generacija razlaga po svoje.
Kjub nespornemu statusu kulturne ikone so kritiki deljeni glede njene igralske zapuščine. Nekateri menijo, da je kot umetnica za zgodovino filma nepomembna in je zaslovela le zato, ker si je drznila več, kot je bilo v njenih časih spodobno, drugi pa, da je bila zelo nadarjena komičarka, čigar inteligenco podcenjujejo zaradi stereotipov.